# 北京金台艺术馆

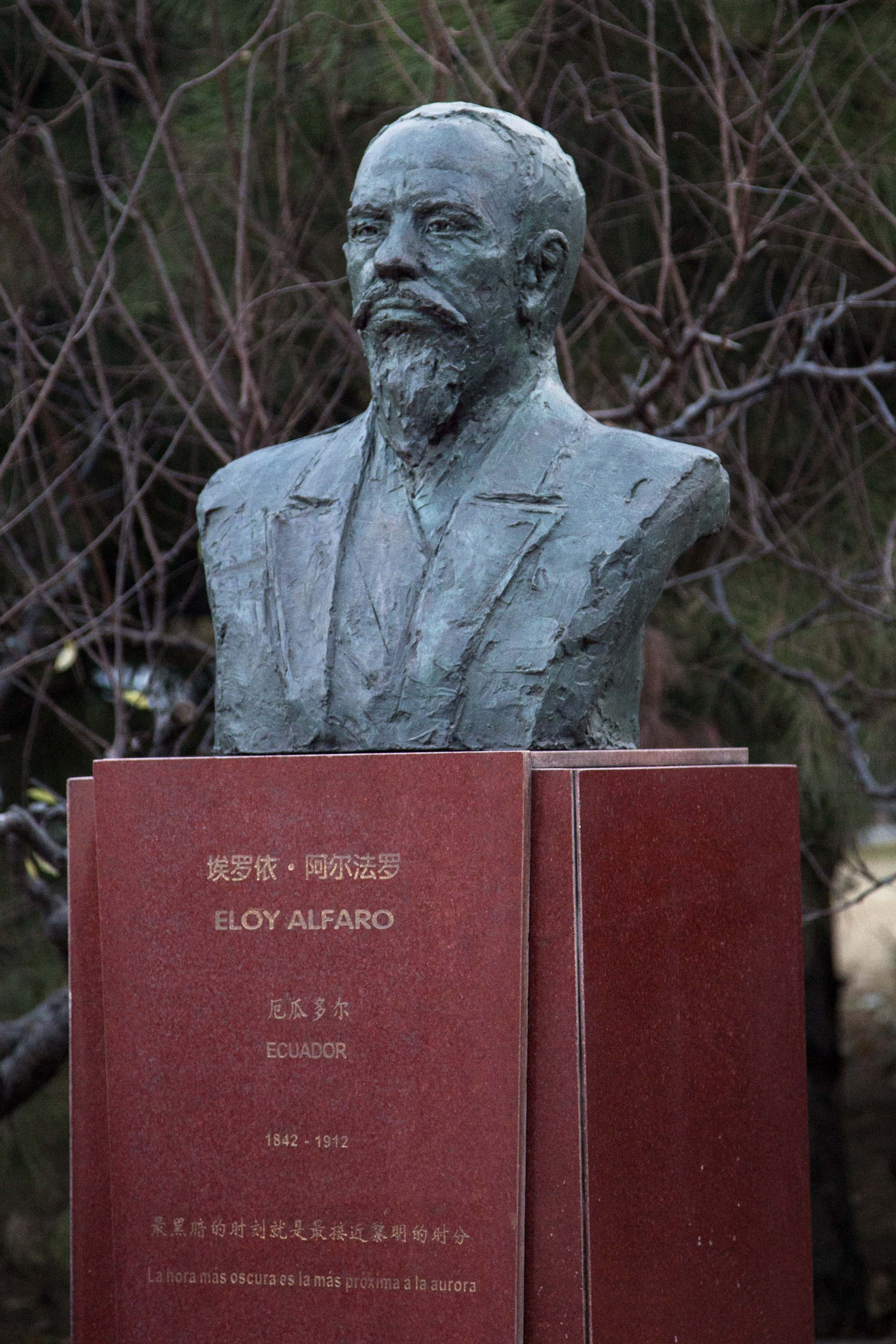
2013年11月18日，厄瓜多尔民族英雄埃罗依·阿尔法罗将军雕塑献花仪式在朝阳公园国际友谊林举行，此为当时的照片。2010年，袁熙坤应邀创作了阿尔法罗将军雕塑，并且和厄瓜多尔驻华大使馆共同将该雕塑安放在朝阳公园内金台艺术馆的国际友谊林。

39°56′09″N 116°28′31″E / 39.9357877°N 116.4751714°E
北京金台艺术馆（Beijing Jintai Art Museum），位于北京市朝阳区朝阳公园1号西门内，是艺术家袁熙坤等人集资创建的民间艺术博物馆。

## 简介

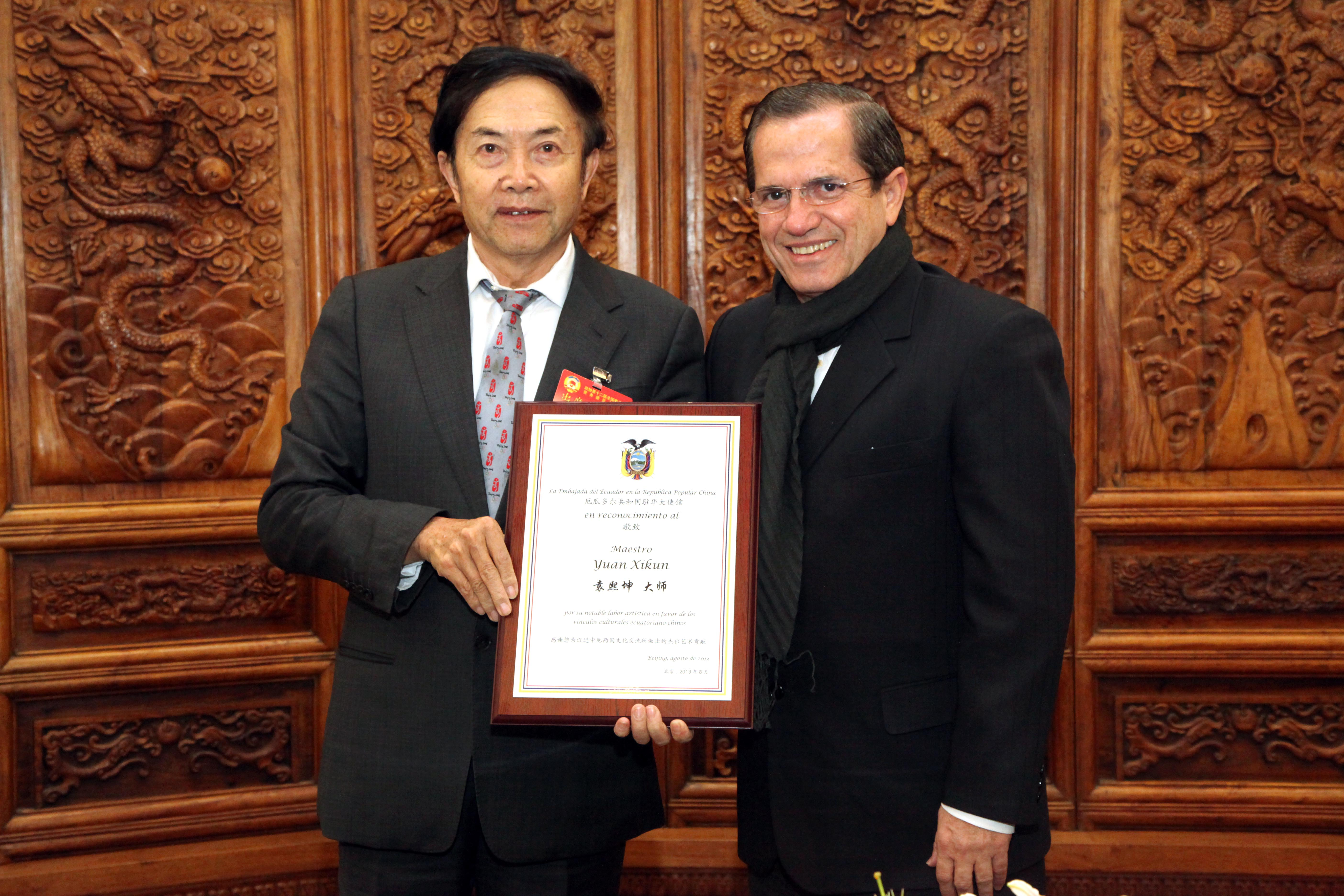
2013年11月18日，在阿尔法罗将军雕塑献花仪式后，厄瓜多尔外交及移民部部长里卡多·帕蒂尼奥（Ricardo Patiño）代表厄瓜多尔政府及人民在北京金台艺术馆向袁熙坤授予荣誉奖牌

1994年4月19日，袁熙坤担任会长的北京怡苑文化艺术促进会成立。经中央有关部门及北京市人民政府的领导及关怀下，袁熙坤与台湾两岸商务协调会会长张平沼，韩国社会活动家兼收藏家金亨石一起筹资在北京兴建了北京金台艺术馆。1997年6月30日，北京金台艺术馆正式开馆。该馆是创建时间最早也是迄今为止中华人民共和国国内最大的民间艺术博物馆。
北京金台艺术馆位于朝阳公园水碓湖畔，外型呈五台状，因为邻近燕京八景之一的“金台夕照”，遂定名“金台”。水碓湖和北京金台艺术馆之间是邓小平、江泽民等党和国家领导人亲手栽种的松林及海外政界要人种植的国际友谊林。
北京金台艺术馆内长期展览袁熙坤为百余位国际名人写生创作并由被绘者签名的人物肖像画，此外还有《人与自然》油画展，国际名人雕塑展，以及袁熙坤等人从海外收购的千余件中国文物。2008年北京奥运会举办后，北京金台艺术馆又成为北京奥运遗产展示基地。